# Galiximab
Il galiximab è un anticorpo monoclonale di tipo chimerico uomo/primate (Macaca fascicularis e Homo sapiens), che viene studiato per il trattamento del linfoma a cellule B.
Esso è stato sviluppato dalla Biogen Idec.
Il farmaco agisce sull'antigene: CD80, che potrebbe avere un ruolo sullo sviluppo delle cellule maligne del linfoma a cellule B.

### Galiximab
- (EN) L. Harivardhan Reddy e Patrick Couvreur, Macromolecular Anticancer Therapeutics, Springer, 1º giugno 2009,  pp. 516–, ISBN 978-1-4419-0506-2.
- (EN) Connie Henke Yarbro, Debra Wujcik e Barbara Holmes Gobel, Cancer Nursing: Principles and Practice, Jones & Bartlett Learning, 21 aprile 2010,  pp. 1495–, ISBN 978-0-7637-6357-2.
- (EN) Razelle Kurzrock e Maurie Markman, Targeted Cancer Therapy, Humana Press, 7 aprile 2008,  pp. 162–, ISBN 978-1-60327-423-4. URL consultato il 6.
- (EN) Zhiqiang An, Therapeutic Monoclonal Antibodies: From Bench to Clinic, John Wiley and Sons, 8 settembre 2009,  pp. 740–, ISBN 978-0-470-11791-0.